# Bythinella cylindrica
Bythinella cylindrica је пуж из реда Littorinimorpha и фамилије Hydrobiidae. 

## Угроженост
Ова врста се сматра рањивом у погледу угрожености врсте од изумирања.

## Распрострањење
Ареал врсте је ограничен на једну државу. 
Аустрија је једино познато природно станиште врсте.

## Станиште
Станиште врсте су слатководна подручја. 